# Discografia de Dio
Este anexo é sobre a discografia de Dio, banda estadunidense de heavy metal liderada pelo vocalista Ronnie James Dio. Dio foi formada em 1982, logo depois de Ronnie James Dio e o baterista Vinny Appice deixaram Black Sabbath.  A banda passou por freqüentes mudanças de integrantes, mas seus integrantes principais foram, até 2008, Craig Goldy (guitarra), Rudy Sarzo (baixo), Simon Wright (bateria) e Scott Warren (teclados). A banda lançou 10 álbuns de estúdio, um Extended Play (EP), cinco álbuns de vídeo e 12 singles.

## Álbuns de Estúdio
| Ano                                                                                       | Detalhes | Melhor Posição | Melhor Posição | Melhor Posição | Melhor Posição | Melhor Posição | Melhor Posição | Melhor Posição | Melhor Posição | Certificações / Vendas   |
| Ano                                                                                       | Detalhes | EUA            | AUS            | FIN            | SUE            | SUI            | RU             | EUA Ind.       | ALE            | Certificações / Vendas   |
| ----------------------------------------------------------------------------------------- | --- | -------------- | -------------- | -------------- | -------------- | -------------- | -------------- | -------------- | -------------- | ------------------------ |
| 1983                                                                                      | Holy Diver - Lançamento: 25 de Maio de 1983 - Gravadora: Warner Bros. (9 23836-1) - Formatos: CD, LP, CS                | 56             | —              | —              | 18             | —              | 13             | —              | —              | Platina - EUA Prata - RU |
| 1984                                                                                      | The Last in Line - Lançamento: 13 de Julho de 1984 - Gravadora: Warner Bros./Vertigo (9 25100-1) - Formatos: CD, LP, CS | 23             | —              | —              | 6              | —              | 4              | —              | —              | Platina - EUA Prata - RU |
| 1985                                                                                      | Sacred Heart - Lançamento: 15 de Agosto de 1985 - Gravadora: Warner Bros./Vertigo (824 848-1) - Formatos: CD, LP, CS    | 29             | 13             | 6              | 6              | 14             | 4              | —              | —              | Ouro - EUA               |
| 1987                                                                                      | Dream Evil - Lançamento: 21 de Julho de 1987 - Gravadora: Warner Bros. (1-25612) - Formatos: CD, LP, CS                 | 43             | 15             | —              | 4              | 13             | 8              | —              | —              |                          |
| 1990                                                                                      | Lock Up the Wolves - Lançamento: 15 de Maio de 1990 - Gravadora: Reprise (9 26212-2) - Formatos: CD, LP                 | 61             | —              | —              | 23             | 25             | 28             | —              | —              |                          |
| 1994                                                                                      | Strange Highways - Lançamento: 2 de Fevereiro de 1994 - Gravadora: Reprise (9 45527-2) - Formatos: CD, LP, CS           | 142            | —              | —              | —              | —              | —              | —              | 79             |                          |
| 1996                                                                                      | Angry Machines - Lançamento: 15 de Outubro de 1996 - Gravadora: Mayhem (11104-2) - Formatos: CD, LP, CS                 | —              | —              | —              | —              | —              | —              | —              | —              |                          |
| 2000                                                                                      | Magica - Lançamento: 21 de Março de 2000 - Gravadora: Spitfire (223165-205) - Formatos: CD, LP, CS                      | —              | —              | 26             | 52             | —              | —              | 13             | 40             |                          |
| 2002                                                                                      | Killing the Dragon - Lançamento: 21 de Maio de 2002 - Gravadora: Spitfire (SPITCD199) - Formatos: CD, LP, CS            | 199            | 70             | 28             | 24             | —              | 194            | 18             | 30             |                          |
| 2004                                                                                      | Master of the Moon - Lançamento: 7 de Setembro de 2004 - Gravadora: Sanctuary (085-69912) - Formatos: CD, LP, CS        | —              | —              | 16             | 35             | —              | 159            | 7              | 62             |                          |
| "—" denota lançamentos que não entraram na parada ou não foram lançados nesse território. | |                |                |                |                |                |                |                |                |                          |

## EPs
| Ano  | Detalhes                                                                            |
| ---- | ----------------------------------------------------------------------------------- |
| 1986 | The Dio E.P. - Lançamento: Maio de 1986 - Gravadora: Vertigo (DIO 7) - Formatos: LP |

## Álbuns ao vivo
| Ano                                                                                       | Detalhes | Melhor Posição | Melhor Posição | Melhor Posição | Melhor Posição | Melhor Posição |
| Ano                                                                                       | Detalhes | EUA            | FIN            | RU             | GRE            | ALE            |
| ----------------------------------------------------------------------------------------- | --- | -------------- | -------------- | -------------- | -------------- | -------------- |
| 1986                                                                                      | Intermission - Lançamento: Junho de 1986 - Gravadora: Warner Bros. (4-25443) - Formatos: CD, LP                                    | 70             | —              | 22             | —              | 63             |
| 1998                                                                                      | Inferno: Last in Live - Lançamento: 24 de Fevereiro de 1998 - Gravadora: Mayhem (11115) - Formatos: CD, LP                         | —              | 40             | —              | —              | —              |
| 2005                                                                                      | Evil or Divine - Live in New York City - Lançamento: 22 de Fevereiro de 2005 - Gravadora: Spitfire (15253) - Formatos: CD          | —              | —              | —              | 33             | —              |
| 2006                                                                                      | Holy Diver Live - Lançamento: 17 de Abril de 2006 - Gravadora: Eagle (20088) - Formatos: CD                                        | —              | —              | 174            | —              | —              |
| 2010                                                                                      | Dio at Donington UK: Live 1983 & 1987 - Lançamento: 9 de Novembro de 2010 - Gravadora: Niji Entertainment Group - Formatos: CD, LP | 98             | —              | 12             | —              | 87             |
| 2013                                                                                      | Finding the Sacred Heart - Live in Philly 1986 - Lançamento: 29 de maio de 2013 - Gravadora: Eagle - Formatos: CD, LP              | —              | —              | —              | —              | 48             |
| 2014                                                                                      | Live in London, Hammersmith Apollo 1993 - Lançamento: 12 de maio de 2014 - Gravadora: Eagle - Formatos:CD, LP                      | —              | —              | —              | —              | 60             |
| "—" denota lançamentos que não entraram na parada ou não foram lançados nesse território. | |                |                |                |                |                |

## Compilações
| Ano  | Detalhes | Certificações |
| ---- | --- | ------------- |
| 1992 | Diamonds: Best of Dio - Lançamento: Março de 1992 - Gravadora: Vertigo (5122062) - Formatos: CD, LP                     | —             |
| 1997 | Anthology - Lançamento: 30 de Junho de 1998 - Gravadora: Connoisseur (245) - Formatos: CD                               | —             |
| 1999 | Master Series - Lançamento: 1 de Outubro de 1999 - Gravadora: Vertigo (5380682) - Formatos: CD                          | —             |
| 2000 | The Very Beast of Dio - Lançamento: Outubro de 2000 - Gravadora: Warner Bros./Rhino (79983) - Formatos: CD              | Ouro - EUA    |
| 2001 | Anthology, Vol. 2 - Lançamento: Fevereiro de 2001 - Gravadora: Connoisseur (338) - Formatos: CD                         | —             |
| 2002 | Evil Collection: The Very Best - Lançamento: 14 de Março de 2002 - Gravadora: Warner Bros. (5866602) - Formatos: CD     | —             |
| 2003 | Stand Up and Shout: The Dio Anthology - Lançamento: Maio de 2003 - Gravadora: Warner Bros./Rhino (73855) - Formatos: CD | —             |
| 2003 | The Collection - Lançamento: Outubro de 2003 - Gravadora: Universal/Spectrum (77043) - Formatos: CD                     | Prata - RU    |
| 2005 | Metal Hits - Lançamento: 4 de Outubro de 2005 - Gravadora: Rhino (73247) - Formatos: CD                                 | —             |
| 2008 | Rock Legends - Lançamento: 28 de Janeiro de 2008 - Gravadora: Mercury/Polydor (9846340) - Formatos: CD                  | —             |
| 2011 | Mightier Than The Sword - Lançamento: 6 de Junho de 2011 - Gravadora: Sanctuary - Formatos: CD                          | —             |
| 2012 | The Very Beast of Dio Vol. 2 - Lançamento: 9 de Outubro de 2012 - Gravadora: Niji Entertainment - Formatos: CD          | —             |

## Singles
| Ano                                                                                       | Single                         | Melhor Posição | Melhor Posição | Álbum              |
| Ano                                                                                       | Single                         | EUA            | RU             | Álbum              |
| ----------------------------------------------------------------------------------------- | ------------------------------ | -------------- | -------------- | ------------------ |
| 1983                                                                                      | "Holy Diver"                   | 40             | 72             | Holy Diver         |
| 1983                                                                                      | "Rainbow in the Dark"          | 14             | 46             | Holy Diver         |
| 1984                                                                                      | "The Last in Line"             | 10             | —              | The Last in Line   |
| 1984                                                                                      | "We Rock"                      | —              | 42             | The Last in Line   |
| 1984                                                                                      | "Mystery"                      | 20             | 34             | The Last in Line   |
| 1985                                                                                      | "Rock 'N' Roll Children"       | 26             | 26             | Sacred Heart       |
| 1985                                                                                      | "Hungry for Heaven"            | 30             | 72             | Sacred Heart       |
| 1985                                                                                      | "Dio Live"                     | —              | —              | Non-album single   |
| 1986                                                                                      | "King of Rock and Roll"        | —              | —              | Sacred Heart       |
| 1986                                                                                      | "Hungry for Heaven" [reissue]  | —              | 56             | Sacred Heart       |
| 1987                                                                                      | "I Could Have Been a Dreamer"  | 33             | 69             | Dream Evil         |
| 1987                                                                                      | "All the Fools Sailed Away"    | —              | —              | Dream Evil         |
| 1990                                                                                      | "Hey Angel"                    | —              | 94             | Lock Up the Wolves |
| 1990                                                                                      | "Born on the Sun"              | —              | —              | Lock Up the Wolves |
| 1993                                                                                      | "Evilution"                    | —              | —              | Strange Highways   |
| 1993                                                                                      | "Jesus, Mary & the Holy Ghost" | —              | —              | Strange Highways   |
| 2010                                                                                      | "Electra"                      | -              | -              | Magica II & III    |
| "—" denota lançamentos que não entraram na parada ou não foram lançados nesse território. |                                |                |                |                    |

## Vídeos
| Ano  | Detalhes | Certificação RIAA |
| ---- | --- | ----------------- |
| 1984 | A Special from the Spectrum - Lançamento: 1984 - Gravadora: Warner Music Video - Formatos: VHS                         | Ouro              |
| 1986 | Sacred Heart "The Video" - Lançamento: 1986 - Gravadora: Warner Music Video - Formatos: VHS                            |                   |
| 1990 | Time Machine - Lançamento: 1 de Julho de 1990 - Gravadora: Warner/Polygram - Formatos: VHS                             |                   |
| 2003 | Evil or Divine - Live in New York City - Lançamento: 2003 - Gravadora: Spitfire - Formatos: DVD                        | Ouro              |
| 2004 | Sacred Heart "The DVD" - Lançamento: 2004 - Gravadora: Warner Music Video - Formatos: DVD                              |                   |
| 2005 | We Rock - Lançamento: 2005 - Gravadora: Warner Music Video - Formatos: DVD                                             |                   |
| 2006 | Holy Diver - Live - Lançamento: 17 de abril de 2006 - Gravadora: Eagle - Formatos: DVD                                 |                   |
| 2013 | Finding The Sacred Heart - Live In Philly 1986 - Lançamento: 29 de maio de 2013 - Gravadora: Eagle - Formatos: DVD, BD |                   |
| 2014 | Live in London, Hammersmith Apollo 1993 - Lançamento: 12 de maio de 2014 - Gravadora: Eagle - Formatos: DVD, BD        |                   |

## Videoclipes
| Ano  | Videoclipe                  |
| ---- | --------------------------- |
| 1983 | "Holy Diver"                |
| 1983 | "Rainbow in the Dark"       |
| 1984 | "The Last in Line"          |
| 1984 | "Mystery"                   |
| 1985 | "King of Rock 'n' Roll"     |
| 1985 | "Rock 'n' Roll Children"    |
| 1985 | "Hungry for Heaven"         |
| 1987 | "All the Fools Sailed Away" |
| 1990 | "Wild One"                  |
| 2002 | "Push"                      |